# Estação Heluã
Estação Heluã também grafada como Helwan (em árabe:  حلوان) é uma das estações terminais da linha 1 do metro do Cairo, no Egito. Foi inaugurada em 1872 como parte da ferrovia Cairo-Heluã e convertida em estação de metrô em 1987 quando entrou em operação o Metro do Cairo.

## História
Fundada em 689 dC, a cidade de Heluã era de menor importância até que o médico pessoal do Quediva do Egito e Sudão Ismail Paxá, o alemão Wilhelm Reil-Bey (1820-1880) descobriu as propriedades termais das águas daquele ponto do Rio Nilo, por conta da baixa umidade daquela região. Bey convenceu o Quediva a construir casas de banho termais em Heluã entre 1871 e 1872. Para permitir o transporte do Quediva às termas, a Autoridade Ferroviária do Egito ampliou a ferrovia entre o Cairo e Heluã em 1872. Com a abertura da ferrovia e da estação em Heluã, a cidade passou a ser procurada pela elite egípcia e visistantes estrangeiros em busca das termas, o que impulsionou a construção de novas termais e hotéis. Até a Revolução Egípcia de 1952 Heluã era uma cidade turística. Depois da queda da monarquia e da ascensão de Nasser ao poder, Heluã foi escolhida pelo novo regime para ser o novo pólo industrial do Egito. Com a chegada da indústria à cidade, a Ferrovia Nacional do Egito contratou a empresa alemã Siemens para eletrificar a ferrovia entre Cairo e Heluã, enquanto que a estação desta última recebeu reformas. Essa obra foi inaugurada em 1956 e o transporte de passageiros entre essas cidades passou a ser feito por trens-unidade elétricos alimentados por uma rede elétrica de catenárias de 1500 VCC.
As novas características da ferrovia Cairo-Heluã serviram de base para os projetos da primeira linha de metrô para o Cairo na década de 1970. Técnicos franceses contratados pelo governo do Egito defenderam a conversão da ferrovia em um metrô de superfície, com um de seus terminais em Heluã. Após a concessão de um empréstimo francês de 650 milhões de dólares em 1982, as obras de construção da Linha 1 sobre a ferrovia Cairo-Heluã, incluindo a reforma e ampliação da estação de Heluã foram iniciadas, com previsão de conclusão para 1985.
A estação Heluã e o primeiro trecho da Linha 1 do metrô do Cairo foram inaugurados em 27 de setembro de 1987. Em 2010 a Agência de Cooperação Internacional do Japão (JICA) publicou um estudo sobre uma quarta linha a ser construída no metrô no Cairo. Na elaboração do projeto foram levantados quantos passageiros embarcavam por dia nas estações das linhas relacionadas com a expansão. A Estação Heluã apresentou um fluxo diário médio de 90 562 em suas plataformas de embarque e desembarque, um dos maiores de toda a Linha 1 do metrô do Cairo.

## Toponímia
O nome Helwan da última parada da primeira linha de metrô, é derivado do antigo nome da área Ein Anne, segundo outra versão o nome  da cidade e da estação foi chamada de Helwan por Marwan, em homenagem à cidade de Helwan, no Iraque.

## Localização
A estação serve ao região suburbana de mesmo nome, localizada na margens do Rio Nilo, em posição oposta as ruínas de Mênfis. Heluã é um subúrbio da cidade do Cairo e faz parte do Grande Cairo.

## Meio ambiente
A estação terminal de Heluã, foi escolhida para um estudo de caso com a utilização da técnica de rede neural artificial. O estudo levantou número de passageiros em horários de pico, suas idades e origem e destinos. A análise dos dados coletados teve como objetivo propor soluções para a redução da poluição sonora, congestionamento e poluição do ar, causada pelo acúmulo de pessoas, comércio ambulante ao arredor da estação, falta de estacionamento para veículos.